# Colichemarde
Colichemarde es un tipo de espadín que fue muy popular a finales del siglo XVII hasta mediados del siglo XVIII.

## Generalidades
El colichemarde es considerada una descendiente de los primeros estoques que a su vez evolucionaron de la ropera debido a la demanda de una espada más ligera adapta mejor al duelo. La forma de la hoja dispone de un amplio forte que luego disminuye drásticamente hacia la punta. La sección de la cruz era hexagonal o en forma de diamante. Su peso más ligero y equilibrio superior en comparación con el estoque permite un movimiento más rápido y más preciso de la hoja, lo que permite al tirador para colocar un empuje más precisa sobre su adversario.

## Historia
El diseño de esta espada se le ha atribuido ampliamente al conde Graf von Königsmark, debido a la similitud en la pronunciación de sus nombres. Sin embargo los primeros colichemarde son anteriores al nacimiento del conde. El colichemarde apareció por primera vez hacia 1680 y fue popular durante 4 décadas en las cortes reales europeas. Fue especialmente popular entre los oficiales de la época de la Guerra Franco-india. George Washington también poseía una.
Esta espada apareció más tarde que el florete. Sin embargo, el florete se había creado para la práctica segura de la esgrima ya que no era una espada de verdad si no un simulador de esgrima, mientras que el colichemarde fue creado para el duelo real. Un descendiente del colichemarde es la épée de duel, la espada de duelo del siglo XIX.
Con la aparición de la pistola de bolsillo como un arma de defensa personal, la colichemarde encontró una aún más amplio uso en los duelos.
La popularidad del colichemarde declinó con la prohibición de los duelos y el uso extensivo de las pistolas de duelo.